# Lahavere
Lahavere – wieś w Estonii, w prowincji Jõgeva, w gminie Pajusi.